# Donax trunculus
Donax trunculus ist eine Muschelart aus der Familie der Koffermuscheln (Donacidae).

## Merkmale
Die komprimierten Gehäuse werden bis zu 40 Millimeter lang. Sie sind im Umriss gerundet dreieckig, jedoch deutlich länger als hoch (Längen- zu Breitenverhältnis etwa 2 bis 2,3). Die Form ist allerdings etwas variabel. Sie sind leicht ungleichklappig, der Wirbel der linken Klappe sitzt etwas höher. Sie sind auch stark ungleichseitig, der Wirbel sitzt deutlich hinter der Mittellinie in Bezug auf die Gehäuselänge. Der vordere und der hintere Dorsalrand sind jeweils annähernd gerade, bilden jedoch einen stumpfen Winkel zueinander. Das Hinterende ist schief abgestutzt. Dieses Merkmal wird erst bei adulten Gehäusen ausgebildet, d. h. juvenile Gehäuse sind am Hinterende noch gut gerundet. Der Vorderrand ist eng und regelmäßig gerundet. Er geht in den breit gerundeten Ventralrand über. Das Schloss besitzt in den zwei Klappen je zwei Hauptzähne. Das Ligament ist klein. Die Tiere besitzen einen sehr kräftigen und beweglichen Fuß. Die Siphonen sind sehr lang, allerdings deutlich unterschiedlich, und beide Siphonen laufen dünn aus.
Die Ornamentierung besteht aus feinen radialen Riefen, ansonsten ist die Oberfläche nahezu glatt. Die Riefen verlieren sich zum Vorderende hin. Die Schale ist gelblich, oder auch violett getönt, innen ist sie rötlich oder violett gefärbt mit weißen Bereichen, der Gehäuserand ist weiß. Das Periostracum ist ein dünner brauner oder olivfarbener Überzug. Der Gehäuseinnenrand ist gekerbt.
Die Populationen des Nordatlantiks (ssp. anatinus Lamarck, 1818) und des Mittelmeeres (ssp. trunculus Linné, 1758) differieren etwas in der Form. Die Gehäuse aus dem Nordatlantik sind größer und besitzen ein längeres Hinterende. In der Adria lebt eine dritte Form (ssp. adriaticus (Monterosato, 1884)), die durch einen stärker gewölbten Ventralrand gekennzeichnet ist.

Donax trunculus trunculus rechte Klappe
Donax trunculus trunculus linke Klappe
Donax trunculus trunculus var. flaveolus rechte Klappe
Donax trunculus trunculus var. flaveolus linke Klappe
Donax trunculus trunculus var. subplanus rechte Klappe
Donax trunculus trunculus var. subplanus linke Klappe

Donax trunculus adriaticus rechte Klappe
Donax trunculus adriaticus linke Klappe
Donax trunculus anatinus rechte Klappe
Donax trunculus anatinus linke Klappe

## Geographisches Verbreitung und Lebensraum
Donax trunculus ist von der Biskaya bis nach Westafrika auf die Höhe des Senegal verbreitet. Sie kommt auch im Mittelmeer und im Schwarzen Meer vor.
Die Art lebt nahezu senkrecht eingegraben in sandigen Böden von der Niedrigwasserlinie bis in etwa 70 Meter Wassertiefe. Der Fuß ist sehr kräftig und beweglich. Die Tiere können sich mit einer schnellenden Fußbewegung über eine 25 bis 30 cm Distanz katapultieren.
Die Tiere sind getrenntgeschlechtlich. Sie werden im zweiten Jahr geschlechtsreif. Die Geschlechtsprodukte werden von etwa Mai bis Juli ins freie Wasser abgegeben und dort befruchtet. Die Tiere werden bis vier Jahre alt.

## Wirtschaftliche Bedeutung
Zu Beginn des 20. Jahrhunderts war die Art an der französischen Atlantikküste sehr häufig und wurde intensiv befischt. Die Muschel galt als Arme-Leute-Nahrungsmittel. Die Art kommt dort zwar noch immer vor, ist jedoch selten geworden. Im Mittelmeer wird die Art z. T. noch befischt, ebenso an der Küste von Südportugal.

## Taxonomie
Das Taxon wurde von Carl von Linné 1758 bereits unter dem heute noch gültigen Binomen Donax trunculus vorgeschlagen. Es ist die Typusart der Untergattung Serrula Mörch, 1853.